# St. Martinus (Hörste)

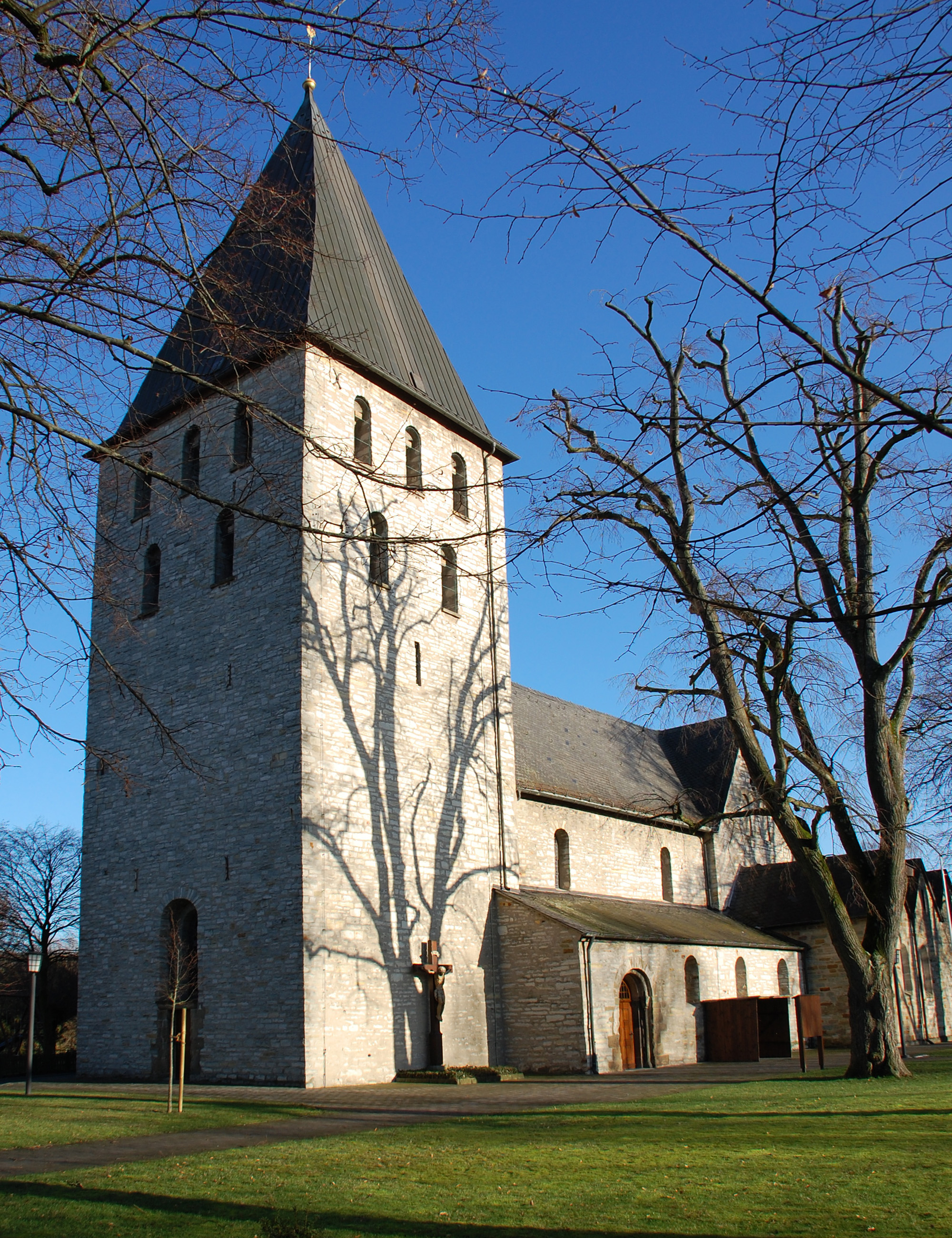
St. Martinus

Die römisch-katholische Pfarrkirche St. Martinus ist ein denkmalgeschütztes Kirchengebäude in Hörste, einem Stadtteil von Lippstadt im Kreis Soest (Nordrhein-Westfalen).

## Geschichte und Architektur
Das Gebäude gehört zu den ältesten Kirchen im Bistum Paderborn, es wurde erstmals 1194 urkundlich erwähnt. Der Bau wurde als kleine Gewölbebasilika aus Bruchstein errichtet. Das gedrungene Langhaus von zwei Jochen ist ohne Querschiff und mit einem gerade geschlossenen Chor mit kreuzförmiger Verdachung gehalten. 1889 wurde die Kirche um Erweiterungsbauten ergänzt. Der Turm ist quadratisch und wirkt wuchtig.
Bis 1974 gehörte die Gemeinde als Grenzvikariat zum Dekanat Paderborn. Die kommunale Neuordnung veränderte  auch die kirchlichen Dekanatsgrenzen. Heute  gehört die Gemeinde zum pastoralen Raum Lippstadt im Dekanat Lippstadt-Rüthen.

## Ausstattung

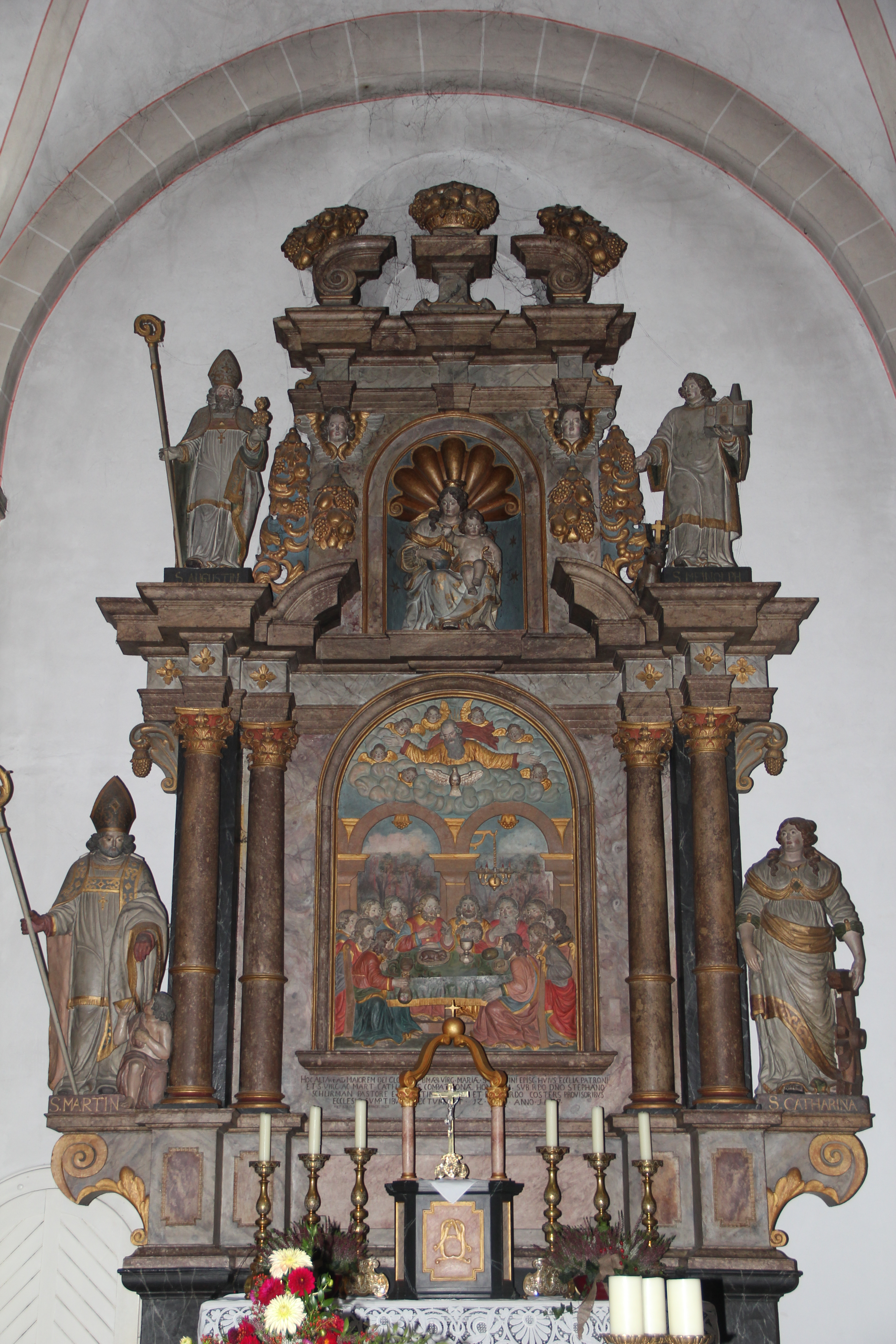
Hochaltar der Sankt-Martinus-Kirche in Hörste

- Ein Hochaltar von 1677 aus Marmor und Alabaster, mit einem Abendmahlrelief und verschiedenen Figuren
- Eine Kanzel aus der zweiten Hälfte des 17. Jahrhunderts
- Ein Sakramentshäuschen vom Anfang des 16. Jahrhunderts, in dem sich eine kleine Madonna aus dem 18. Jahrhundert befindet
- Kirchenbänke mit Flachschnitzereien von 1676
- Ein Vortragekreuz vom Anfang des 14. Jahrhunderts[2]
- Drei Bronzeglocken: St. Martinus (1950), Christus (1741) und St. Agatha (1949)

## Glocken
Das dreistimmige Geläut von St. Martinus hat folgende Disposition:
| Nr. | Name           | Gewicht | Durchmesser | Gussjahr | Gießer                   | Ort       | Schlagton |
| --- | -------------- | ------- | ----------- | -------- | ------------------------ | --------- | --------- |
| 1   | Martinusglocke |         |             | 1950     | Petit & Gebr. Edelbrock  | Gescher   | cis1      |
| 2   | Christusglocke |         |             | 1741     | Bernhard Heinrich Fricke | Gütersloh | e1        |
| 3   | Agathaglocke   |         |             | 1949     | Petit & Gebr. Edelbrock  | Gescher   | a1        |